# Roberto Rainaldi
Roberto Rainaldi (né à Sezze, dans le Latium, Italie) est un cardinal italien de l'Église catholique du XIIIe siècle, créé par le pape Honoré III.

## Biographie
Roberto Rainaldi est créé cardinal par le pape Honoré III lors du consistoire de 1221. 